# Juergen Maurer

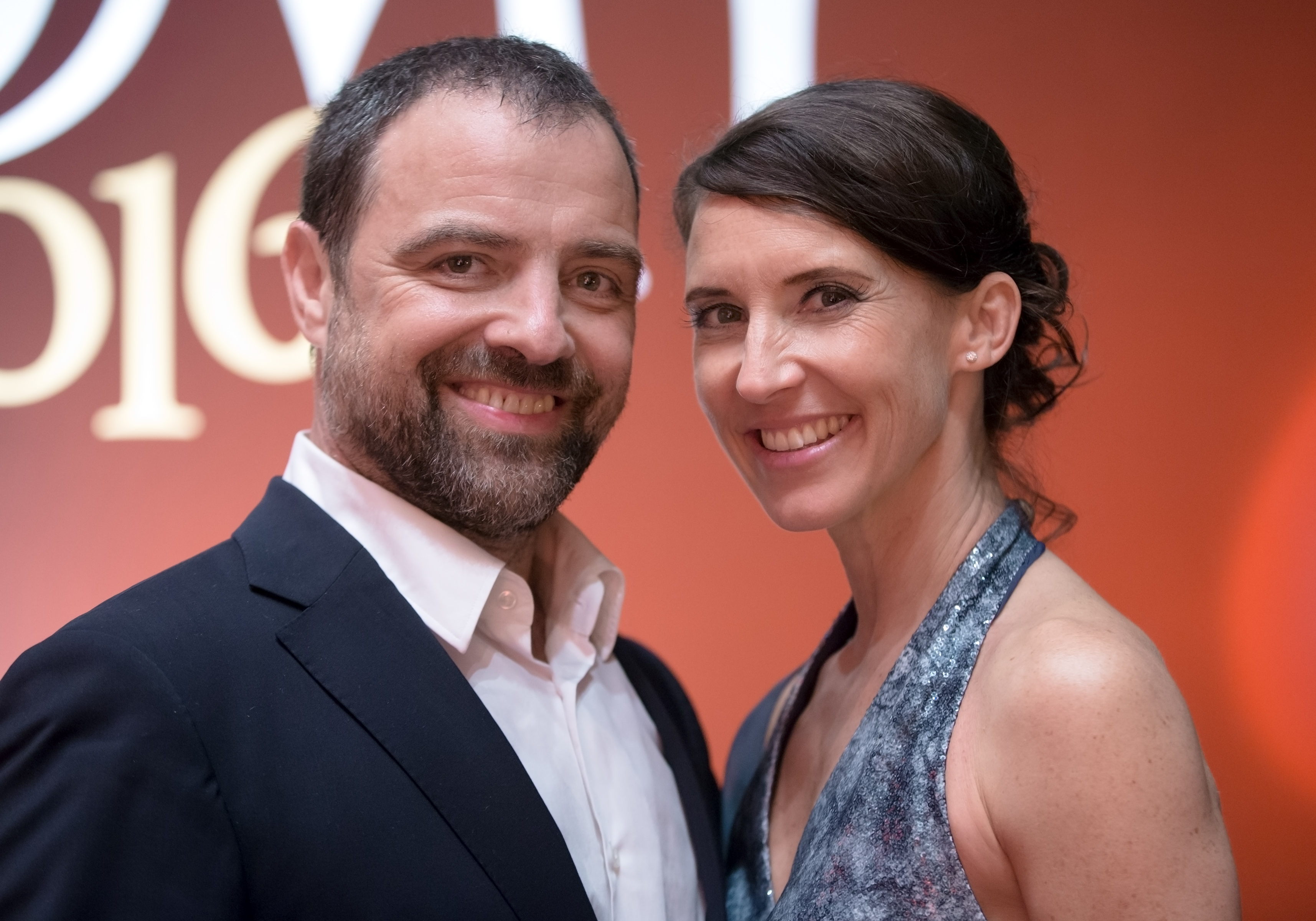
Juergen Maurer und Maria Köstlinger (2016)

Juergen Maurer (* 30. Jänner 1967 in Klagenfurt am Wörthersee) ist ein österreichischer Schauspieler.

## Leben und Wirken
Nachdem Maurer 1985 am BRG Viktring in Klagenfurt maturiert hatte, studierte er bis 1988 an der Akademie der bildenden Künste in Wien. 1989 legte er die Schauspielreifeprüfung ab und spielte erste Rollen am Theater der Jugend und Volkstheater. Von 1997 bis 2012 war Maurer Ensemblemitglied des Wiener Burgtheaters.
Seit 2008 wirkt Maurer in zahlreichen Fernsehproduktionen mit, unter anderem in mehreren Folgen der Kriminalreihe Tatort. In der Kriminalfilm-Reihe Neben der Spur ist Maurer seit 2015 in der Hauptrolle des Kommissar Vincent Ruiz zu sehen. 
Juergen Maurer ist seit 2016 der Lebensgefährte der Schauspielerin Maria Köstlinger.
Im Herbst 2024 stand er unter der Regie von Andreas Schmied für den Fernsehkrimi Lasser ermittelt von ServusTV mit seiner Tochter Mara Romei vor der Kamera.

## Filmografie (Auswahl)
- 2007: Tatort: Investigativ (Fernsehreihe)
- 2008: Der erste Tag (Fernsehfilm)
- 2009: Der Fall des Lemming (Fernsehfilm)
- 2010: Schnell ermittelt (Fernsehserie, Folge Nico Hartmann)
- 2010: FC Rückpass (Fernsehserie, 5 Folgen)
- 2010: Tatort: Operation Hiob
- 2011: Das Glück dieser Erde (Fernsehserie, 13 Folgen)
- 2011: Das Wunder von Kärnten (Fernsehfilm)
- 2011: Weihnachtsengel küsst man nicht (Fernsehfilm)
- 2011: Tatort: Ausgelöscht
- 2012: Der Turm (Fernsehfilm)
- 2012: SOKO Donau/SOKO Wien (Fernsehserie, Folge Im freien Fall)
- seit 2012: Spuren des Bösen (Fernsehreihe) 
  - 2012: Racheengel
  - 2015: Liebe
  - 2018: Spuren des Bösen: Wut
  - 2019: Spuren des Bösen: Sehnsucht
  - 2021: Schuld
- 2013: Eine unbeliebte Frau (Fernsehreihe)
- 2013: Vier Frauen und ein Todesfall (Fernsehserie, 2 Folgen)
- 2013: Tatort: Unvergessen
- 2013: Kommissar Rex (Fernsehserie, Folge Eiszeit)
- 2014: Das Attentat – Sarajevo 1914 (Fernsehfilm)
- 2014: Die Detektive (Fernsehserie, Folge Der Selbstmordjob)
- 2014: Tatort: Am Ende des Flurs
- 2014–2022: Neben der Spur (Fernsehreihe)
  - 2014: Adrenalin
  - 2016: Amnesie
  - 2016: Todeswunsch
  - 2017: Dein Wille geschehe
  - 2018: Sag, es tut dir leid
  - 2020: Erlöse mich
  - 2021: Schließe deine Augen
  - 2022: Die andere Frau
- 2015: Zum Sterben zu früh (Fernsehfilm)
- 2015: Frau Müller muss weg!
- 2015: Meine fremde Frau (Fernsehfilm)
- 2015–2022: Vorstadtweiber (Fernsehserie)
- 2016: Kommissarin Louise Bonì: Jäger in der Nacht (Fernsehreihe)
- 2016–2017: Die Chefin (Fernsehserie, 4 Folgen)
- 2016: Tatort: Zahltag
- 2017: SCHULD nach Ferdinand von Schirach (Fernsehserie, Folge Das Cello)
- 2017: SOKO Köln (Fernsehserie, Folge Die Zeit heilt keine Wunden)
- 2017: Harri Pinter, Drecksau
- 2017: Familie mit Hindernissen
- seit 2017: In Wahrheit (Fernsehreihe)
  - 2017: Mord am Engelsgraben
  - 2018: Jette ist tot
  - 2019: Still ruht der See
- 2018: Parfum (Fernsehserie, 6 Folgen)
- 2018: Der Kriminalist (Fernsehserie, Folge Kleiner Bruder)
- 2019: M – Eine Stadt sucht einen Mörder (Fernsehserie, 4 Folgen)
- 2018: Tatort: Waldlust
- 2019: Der Kroatien-Krimi: Der Henker (Fernsehreihe)
- 2019: Der Anfang von etwas (Fernsehfilm)
- seit 2019: Vienna Blood (Fernsehreihe)
- 2019: Südpol (Fernsehfilm)
- 2019: Stumme Schreie (Fernsehfilm)
- 2021: Wilsberg – Unser tägliches Brot (Fernsehreihe)
- 2021: Rotzbub (Stimme)
- seit 2022: Auris (Fernsehreihe)
  - 2022: Der Fall Hegel
  - 2022: Die Frequenz des Todes
- 2023: Bonn – Alte Freunde, neue Feinde (Fernsehserie)
- 2023: Hals über Kopf
- 2023: Abenteuer Weihnachten – Familie kann nie groß genug sein (Fernsehfilm)
- 2025: Landkrimi – Acht (Fernsehreihe)